# Ligue de football association
Pour les articles homonymes, voir LFA.
La Ligue de football association (LFA) est une ancienne fédération française regroupant des clubs de football.

## Historique
La LFA est fondée le 27 août 1910 par quatre clubs dissidents de l'USFSA : Cercle athlétique de Paris, Red Star Amical Club, Union sportive suisse de Paris et Paris Star. Ces clubs quittent l'USFSA car cette dernière refuse de rejoindre le Comité français interfédéral (CFI), représentant la France à la FIFA depuis trois ans,. Les membres fondateurs sont Georges Caizac, Mac Cabe, Vaury, Henri Beau, Robert Desmarets et Michel Fontaine, ; Jules Rimet quitte son poste de président du Red Star pour prendre la présidence de la LFA nouvellement créée.
La LFA adhère au CFI, ses joueurs sont sélectionnables en équipe de France (sauf l'équipe de France olympique, toujours exclusivement gérée par l'USFSA) et participe au Trophée de France. En 1913-1914, la LFA contrôle un championnat à trois niveaux exclusivement centré sur Paris et sa banlieue. La première série compte douze clubs, la deuxième série en compte 20, la troisième 36. 
En octobre 1917, la Ligue du Midi de football association (LFMA), regroupant des clubs du Sud-Ouest et languedociens, se voit refuser sa reconnaissance par l'USFSA et s'affilie à la LFA,. De même, la Ligue de Lorraine de football association (LEFA) rejoint la LFA, qui se "nationalise" et organise son 1er Championnat de France, remporté par les méridionaux de la Vie au Grand Air du Médoc face aux parisiens du Club français (qui avait éliminé le champion de Lorraine). Une Ligue de l'Ouest est également créée, la branche parisienne de la désormais LFA nationale prend le nom de Ligue Parisienne de Football Association (LPFA).
La LPFA joue un rôle déterminant dans la constitution de la FFFA en 1919, prenant le rôle de la nouvelle Ligue de Paris à partir du 7 juillet 1919.

## Compétition
La LFA organise le Championnat de football LFA de 1910 à 1914, dont le vainqueur participe au Trophée de France. Puis elle organise son 1er Championnat de France en 1918, remporté par la Vie au Grand Air du Médoc.
Elle organise également deux compétitions pendant la Première Guerre mondiale :
- le Challenge de la renommée de 1914-1915[13] à la saison 1918-1919[14] ;
- la Coupe interfédérale pendant la saison 1916-1917, qui est ouverte aux équipes d'autres fédérations[15], remportée par l'AS Française.